# José Ample Alcaide
José Ample Alcaide, řeholním jménem Aurelio z Vinalesy (3. února 1896, Vinalesa – 28. srpna 1936, Vinalesa) byl španělský římskokatolický kněz, řeholník Řádu menších bratří kapucínů a mučedník. Katolická církev ho uctívá jako blahoslaveného.

## Život
Narodil se 3. února 1896 ve Vinalese jako třetí ze sedmi dětí Vicenta Ample a Manuely roz. Alcaide. Pokřtěn byl o den později ve farnosti svatého Honoráta. Dne 21. dubna 1899 přijal svátost biřmování.
Svá první studia absolvoval v serafínském semináři v Massamagrellu a roku 1912 vstoupil do kapucínského řádu a přijal hábit. Dne 10. srpna 1913 složil své časné sliby a 18. prosince 1917 sliby věčné. Poté byl poslán na studia do Říma, kde byl 26. března 1921 vysvěcen arcibiskupem Giuseppem Palicou na kněze. Po návratu do Španělska byl jmenován ředitelem kapucínských studentů teologie a filosofie v Orihuele.
Podle kněze Pascuala Ortellse byl považován za světce. Byl věrným následníkem pravidel svatého Františka.
Po vypuknutí Španělské občanské války a počátku pronásledování katolické církve roku 1936 opustil 13. července klášter. Odtud odešel do domu svého otce ve Vinalese, kde byl zajat milicionáři a odveden na místo své smrti. Před svou smrtí nabádal své spoluvězně k odvaze a dál jim rozhřešení. Dodal také ať nahlas zvolají „Ať žije Kristus Král!“. Stalo se tak 28. srpna a jeho tělo bylo pohřbeno na hřbitově ve Foyos. Po válce byly jeho ostatky exhumovány a 17. září 1937 odvezeny na hřbitov ve Vinalese. Dnes odpočívají v kapli mučedníků kláštera v Massamagrellu.

## Proces svatořečení
Dne 17. prosince 1957 byl ve valencijské arcidiecézi zahájen jeho proces blahořečení. Do procesu bylo zařazeno také dalších jedenáct kapucínů, pět klarisek-kapucínek a jedna bosá augustiniánka.
Dne 20. prosince 1999 uznal papež Jan Pavel II. jejich mučednictví. Blahořečeni byli 11. března 2001.